# Medium (tijdschrift)
Medium was een kwartaaltijdschrift voor studenten Communicatiewetenschap aan de Universiteit van Amsterdam en professionals in communicatie, media en marketing. Het tijdschrift is opgericht in 1987. In Juni 2017 verscheen de laatste editie van Medium. Het tijdschrift werd gemaakt door een studentenredactie in opdracht van studievereniging Mercurius en was gratis te verkrijgen op diverse locaties op het Roeterseiland. Voorheen werd het tijdschrift ook per post verstuurd naar studenten, afgestudeerden, docenten en andere geïnteresseerden. Medium had een oplage van vijfhonderd exemplaren en behandelde onderwerpen als communicatie, media, reclame, politiek en journalistiek. Naast een redactie bestaande uit studenten schreef een aantal vaste columnisten uit de onderwijswereld voor het tijdschrift. De hoofdredactie van Medium wisselde per studiejaar.

## Laatste editie
In 2017 verscheen na 30 jaar de laatste editie van het tijdschrift als gevolg van digitalisering. In de laatste editie kwamen een aantal oud-studenten Communicatiewetenschap aan het woord, waaronder Ernst-Jan Pfauth (mede-oprichter van De Correspondent), presentator Kay Nambiar, nieuwslezer Hannelore Zwitserlood en hoogleraar Betteke van Ruler.

## Digitaal
Ondanks het verdwijnen van het papieren tijdschrift in 2017, blijft Medium artikelen publiceren op haar website. Daarnaast verschijnen er periodiek korte video-items in de vorm van een Vlog. In 2016 en 2017 werden er onder andere items gemaakt met Alexander Klöpping, Thierry Baudet en Rik van de Westelaken.